# جان دو (نوازنده)
جان دو (انگلیسی: John Doe؛ زادهٔ ۲۵ فوریهٔ ۱۹۵۴) موسیقی‌دان اهل ایالات متحده آمریکا است. از فیلم‌های معروف او می‌توان به قصر ویران‌شده، بار کنار جاده، وایت ایرپ، لرزش، تق تق و راک!، آخرین باری که خودکشی کردم، پیامبران کنار جاده، همه موجودات زیر اینجا، سرسره برقی، استثنایی‌ها، خشم ۲ و قهرمان ده اینچی اشاره کرد.